# Equitable Life Assurance

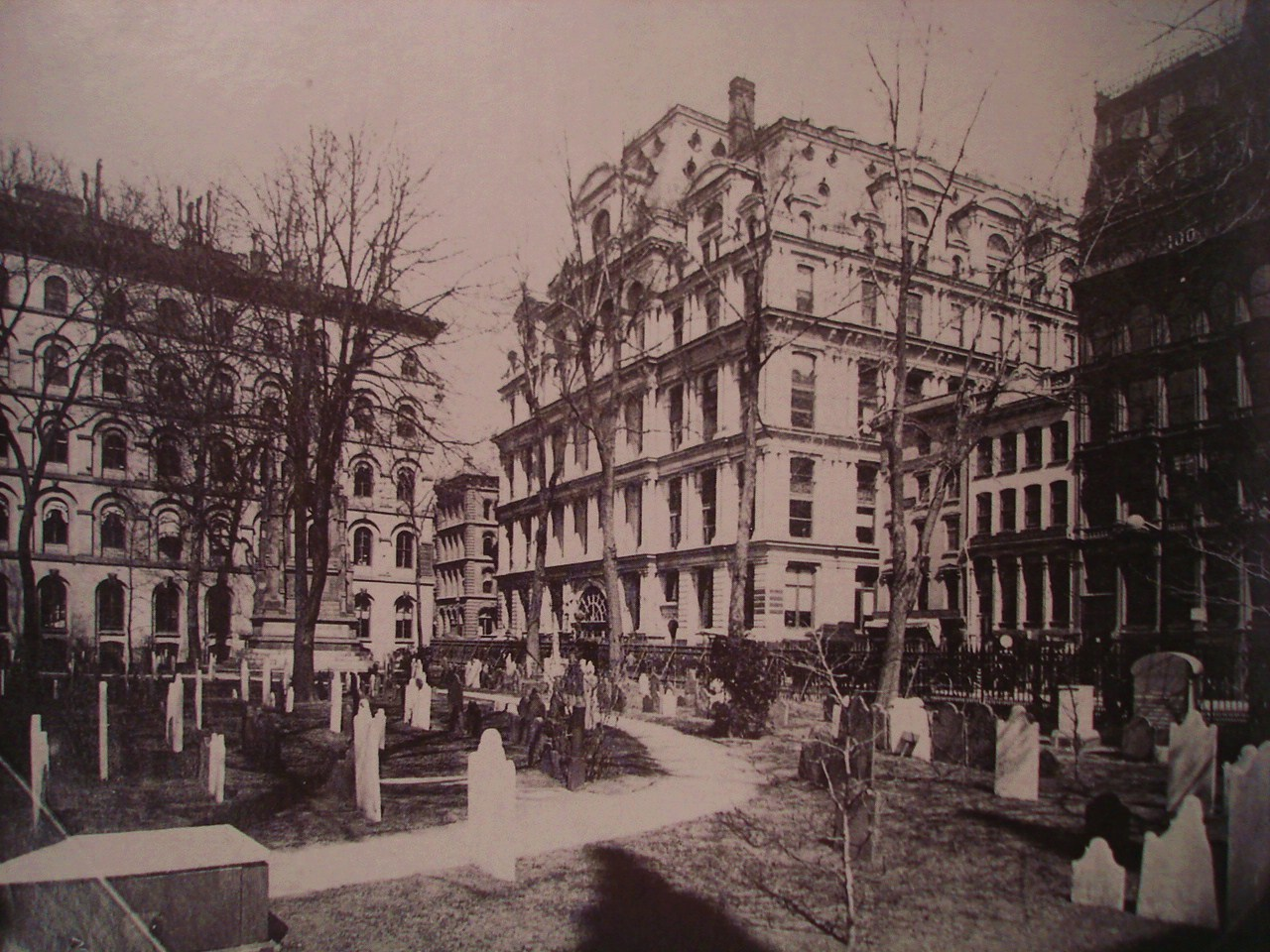
Clădirea Equitable Life Assurance

Clădirea Equitable Life Assurance, construită în 1870 în New York City, este considerată de unii ca fiind primul zgârie-nori și a fost prima clădire de birouri dotată cu lifturi. Arhitecții au fost Arthur Gilman and Edward H. Kendall, iar lifturile hidraulice au fost produse de compania Elisha Otis. Clădirea a fost distrusă de un incendiu în 9 ianuarie 1912.